# 영국 원정군 (제2차 세계 대전)

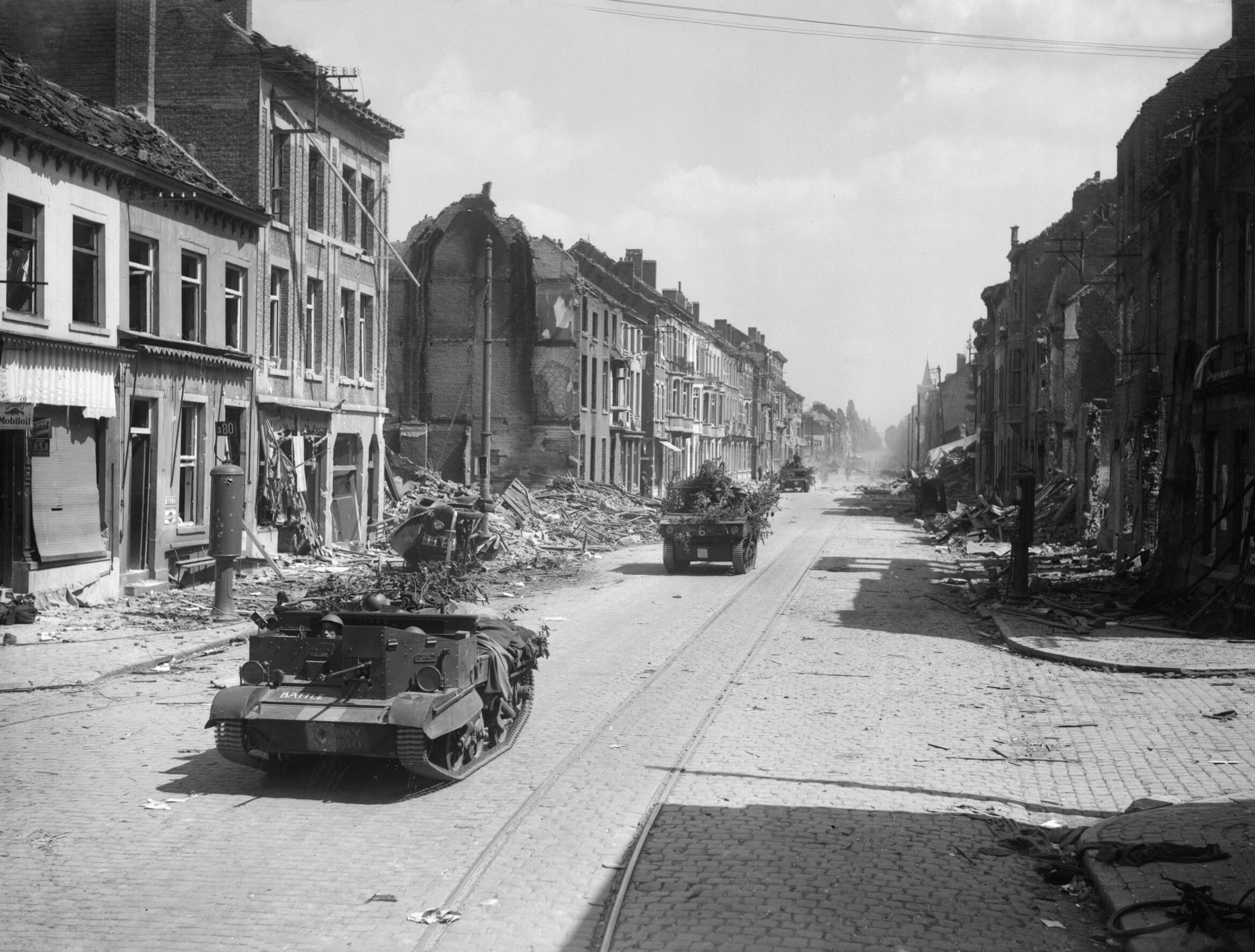
1940년 5월 14일, 뢰번을 통과하는 영국군 기갑 차량.

영국 원정군(英國 遠征軍) 또는 영국 대륙원정군(英國 大陸遠征軍, 영어: British Expeditionary Force, BEF)은 제2차 세계 대전 도중 1939년부터 1940년까지 존재했던 유럽 대륙의 영국군이다. 영국 원정군은 장군 존 베레커가 통솔했으며, 전체 연합군의 10분의 1을 차지했다.
영국 원정전은 독일의 오스트리아 병합이 일어난 1938년 3월 전쟁 위협에 대한 준비로 설립되었으며, 이후 독일은 주데텐란트의 영유권을 요구했고 1939년 3월에는 체코슬로바키아를 점령했다. 프랑스와 영국 정부는 폴란드 방어 보장을 약속한 이후, 9월 1일 독일의 폴란드 침공이 일어나고 영국과 프랑스는 1939년 9월 3일 독일에게 선전포고한다.
영국 원정군은 1939년 9월 프랑스로 보내졌지만, 1940년 5월까지 벨기에-프랑스 국경에서는 아무런 전투가 일어나지 않은 소위 가짜 전쟁 기간이 지속되었다. 영국 원정군 또한 1940년 5월 프랑스 공방전이 일어날 때까지 아무런 전투를 벌이지 않았다. 전투 개시 이후 독일군이 벨기에 및 북서부 프랑스를 점령하면서 프랑스 북부 항구의 영국군은 다이너모 작전, 아리엘 작전, 사이클 작전 등을 통해 영국 본토로 최종적으로 후퇴했다. 가장 주목할 만한 후퇴 작전은 됭케르크 지역에서 일어난 다이너모 작전이었고, "됭케르크 정신"(Dunkirk Spirit)이라는 말이 이 때서부터 나타났다.